# Conflicto del Líbano de 2007
El Conflicto del Líbano de 2007 comenzó el 20 de mayo de aquel año con un enfrentamiento entre las Fuerzas Armadas del Líbano y la organización palestina Fatah al-Islam, que derivó en la peor lucha interna en el Líbano desde la guerra civil de 1975-1990. El conflicto cesó el 7 de septiembre de 2007.

## Trasfondo
En el Líbano hay entre 250 000 y 400 000 refugiados palestinos. El campo de refugiados de Nahr al-Bared ha estado bajo escrutinio desde febrero de 2007, cuando hubo dos atentados en autobuses en Ain Alak, una villa predominantemente cristiana cerca de Bikfaya. El acto fue atribuido a militantes de Fatah al-Islam.
En Nahr al-Bared viven alrededor de 30.000 refugiados palestinos. Bajo un acuerdo de 1969, los militares libaneses tienen prohibido ingresar al campamento.
Se cree que el grupo islamista Fatah al-Islam tiene vínculos con Al Qaida. Por su parte, el gobierno libanés sostiene que tiene lazos con la inteligencia siria, lo cual es negado por el gobierno del vecino país.

## Combates

### 20 de mayo: Trípoli y Nahr al-Bared
Los enfrentamientos comenzaron el domingo 20 de mayo. Bajo acusaciones de que miembros de Fatah al-Islam habían tratado aquel día de robar un banco y apoderarse de posiciones de seguridad en el norte, la policía y el Ejército del Líbano realizaron un operativo policial en una casa en Trípoli, que aparentemente era usada por integrantes de Fatah al-Islam. Los militantes islámicos comenzaron a disparar a las fuerzas de seguridad libanesas, las cuales respondieron al fuego y finalmente los arrestaron, con resistencia por parte de ellos.
Luego de aquello, militantes de Fatah al-Islam atacaron un puesto militar libanés en la entrada del campamento y se apoderaron de varios vehículos. Ante esto, los militares libaneses enviaron refuerzos, incluyendo tanques, que devolvieron el fuego a las posiciones de Fatah al-Islam.

### 21 de mayo: enfrentamientos en Nahr al-Bared
Durante la mañana hubo una breve tregua para transportar a los muertos y heridos fuera del campamento. Hubo reportes de que militantes de Fatah al-Islam le dispararon a las ambulancias que entraban y salían, luego de lo cual el Ejército libanés atacó el campamento, provocando bajas civiles.

### 22 de mayo: sigue la lucha en Nahr al-Bared, y luego un cese al fuego
Militantes de Fatah al-Islam siguen combatiendo durante la mañana al Ejército libanés, cuyos tanques disparan al campamento. El lugar ha quedado sin electricidad y con escaso suministro de agua potable.
El grupo palestino informó que paralizaría su enfrentamiento con el Ejército a las 14:30 horas (UTC-2). Con el cese al fuego, sólo 10 personas abandonaron Nahr al-Bared. Entretanto, en Trípoli, un militante de Fatah al-Islam se hizo explotar, aunque sin provocar víctimas luego de que el edificio donde se encontraba fue rodeado por soldados libaneses.

### 23 de mayo: miles abandonan Nahr al-Bared
Durante una tregua nocturna, alrededor de 2.000 habitantes del campo de refugiados evacúan el lugar. La Media Luna Roja ayuda a los refugiados a instalarse provisoriamente en el cercano campo de Beddawi, mientras otros van a Trípoli. Durante la noche, vehículos de la ONU fueron atacados.

### 24 de mayo: combates esporádicos
El primer ministro libanés, Fuad Siniora, se dirige a la nación señalando que erradicará el terrorismo, y culpó a los militantes de Fatah al-Islam de usar a los refugiados palestinos como rehenes con el propósito de desestabilizar al Líbano. Luego del discurso, hubo nuevos enfrentamientos entre el grupo palestino y el Ejército en la entrada de Nahr al-Bared. Los militares libaneses hunden mediante disparos dos botes inflables que transportaban militantes.

### 25 y 26 de mayo: llega ayuda externa al Líbano
Al aeropuerto de Beirut llegan aviones de transporte con ayuda militar de Estados Unidos y de varios países árabes, en respuesta al pedido del gobierno del Líbano. En el campamento de Nahr al-Bared prosiguen intercambios de fuego esporádicos.
El 26 de mayo fue un día calmo.

## Bombas en Beirut

### 21 de mayo
Poco después de la medianoche (UTC-2) del lunes 21, hubo un atentado con bombas cerca de un centro comercial en el distrito predominantemente cristiano de Ashrafieh, en Beirut. Una mujer falleció y otras 12 personas resultaron heridas.
El mismo día, a las 11 PM, hubo una segunda explosión en el distrito de mayoría sunita de Verdun. Hubo 5 heridos y cuantiosos daños materiales.
Fatah al-Islam negó estar relacionado con esos ataques.

### 23 de mayo
El 23 de mayo explotó una bomba cerca del principal edificio gubernamental en Aley, un pueblo de mayoría drusa a 17 km al noreste de Beirut. Unas 16 personas resultaron heridas.